# نیازآباد (زاوه)
نیازآباد روستایی در دهستان زاوه بخش مرکزی شهرستان زاوه استان خراسان رضوی ایران است. بر پایه سرشماری عمومی نفوس و مسکن در سال ۱۳۹۰ جمعیت این روستا ۲۰۰ نفر (در ۶۱ خانوار) بوده است.